# 穆尼奥佩佩
穆尼奥佩佩，是西班牙卡斯蒂利亚-莱昂阿维拉省的一个市镇。 总面积6km2, 总人口106人（2001年），人口密度18人/km2。